# Parade (comédie musicale)
Pour les articles homonymes, voir Parade.
Parade est une comédie musicale avec un livret d'Alfred Uhry et une musique et des paroles de Jason Robert Brown. La comédie musicale est une dramatisation du procès et de l'emprisonnement de 1913, et du lynchage de 1915, du juif américain Leo Frank en Géorgie.
La comédie musicale a été créée à Broadway en décembre 1998 et a remporté les Tony Awards du meilleur livret et de la meilleure musique originale (sur neuf nominations) et six Drama Desk Awards. Après sa fermeture à Broadway en février 1999, le spectacle a eu une tournée nationale aux États-Unis et quelques productions professionnelles aux États-Unis et au Royaume-Uni. Sa mise en scène à Broadway en 2023 a remporté deux Tony Awards, dont celui de la meilleure reprise d'une comédie musicale (sur six nominations).

## Antécédents et genèse

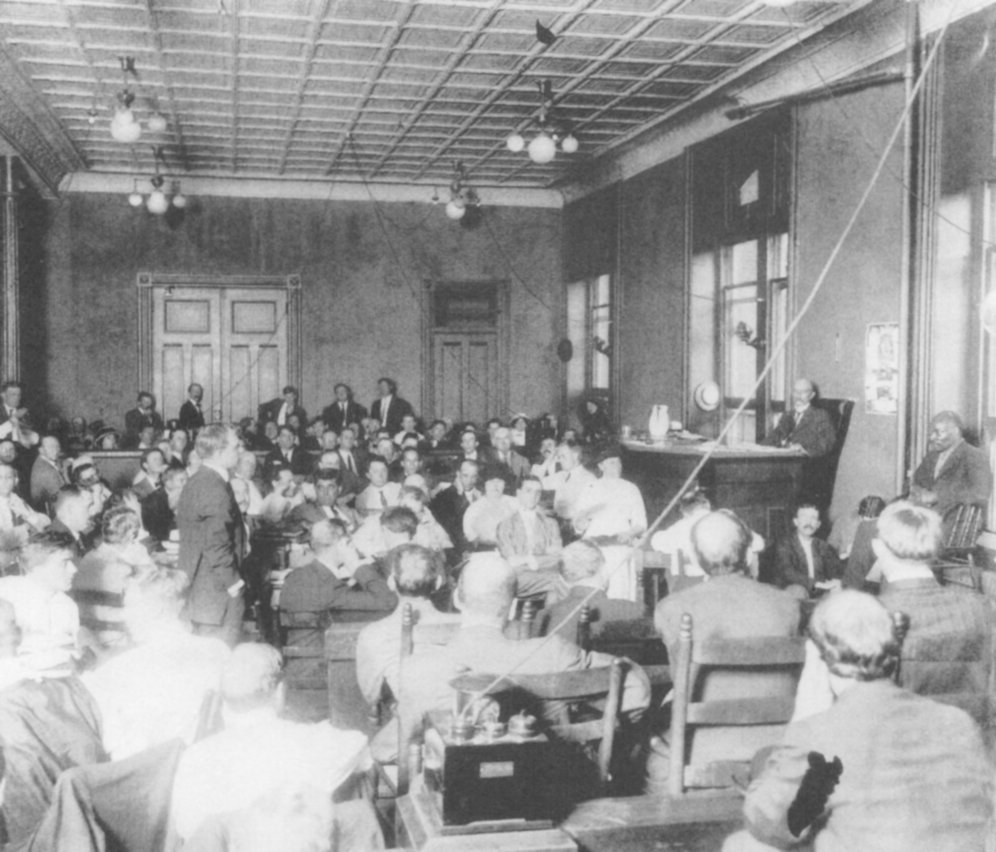
Le premier jour du procès. Les spectateurs étaient ségrégués racialement. Le sténographe peut être vu à côté de Newt Lee, qui est interrogé par le procureur Hugh Dorsey.

La comédie musicale met en scène le procès en 1913 du directeur d'usine juif Leo Frank, qui a été accusé et reconnu coupable du viol et du meurtre d'une employée de treize ans, Mary Phagan. Le procès, sensationnalisé par les médias, a suscité des tensions antisémites à Atlanta et dans l'État américain de Géorgie. Lorsque la condamnation à mort de Frank a été commuée en prison à vie par le gouverneur sortant de Géorgie, John M. Slaton, en 1915 en raison de son examen détaillé de plus de 10 000 pages de témoignages et d'éventuels problèmes avec le procès, Leo Frank a été transféré dans une prison de Milledgeville, Géorgie, où un lynchage a permis de s'emparer de lui et de le kidnapper. Frank a été emmené dans la ville natale de Phagan, Marietta, en Géorgie, et il a été pendu à un chêne. Les événements entourant l'enquête et le procès ont conduit à l'émergence de deux groupes : la renaissance du défunt KKK et la naissance de l'organisation juive des droits civiques, l'Anti-Defamation League (ADL).
Le réalisateur Harold Prince s'est tourné vers Jason Robert Brown pour écrire la partition après que Stephen Sondheim ait refusé le projet. La fille de Prince, Daisy, avait attiré l'attention de son père sur Brown. L'écrivain Alfred Uhry, qui a grandi à Atlanta, avait une connaissance personnelle de l'histoire de Frank, car son grand-oncle possédait l'usine de crayons dirigée par Leo Frank.
L'histoire de la comédie musicale conclut que le tueur probable était le concierge de l'usine Jim Conley, le témoin clé contre Frank au procès. Les méchants de l'article sont l'ambitieux et corrompu procureur Hugh Dorsey (plus tard gouverneur de Géorgie puis juge) et l'éditeur farouchement antisémite Tom Watson (plus tard élu sénateur américain). Prince et Uhry ont souligné l'évolution de la relation entre Frank et sa femme Lucille. Leur relation passe du froid au chaud dans des chansons comme "Leo at Work/What am I Waiting For ?", "You Don't Know This Man", "Do it Alone" et "All the Wasted Time". L'émotion du couple, qui tombe amoureux au milieu de l'adversité, est au cœur de l'œuvre. Cela rend le résultat tragique - l'erreur judiciaire - encore plus troublant.
Le spectacle était la première production de Brown à Broadway. Sa musique, selon le critique Charles Isherwood, a « des mélodies subtiles et attrayantes qui puisent dans une variété d'influences, du pop-rock au folk en passant par le rythme et le blues et le gospel. ».

## Synopsis

### Acte I
La comédie musicale s'ouvre à Marietta, en Géorgie, à l'époque de la guerre civile américaine. Les sons des tambours annoncent l'apparition d'un jeune soldat confédéré, faisant ses adieux à sa bien-aimée alors qu'il part se battre pour sa patrie. Les années passent et soudain nous sommes en 1913. Le jeune soldat est devenu un vieux vétéran unijambiste qui se prépare à participer au défilé annuel du jour commémoratif des Confédérés ("The Old Red Hills of Home"). Alors que la parade commence ("The Dream of Atlanta""), Leo Frank, un juif yankee de Brooklyn, New York, est profondément mal à l'aise dans la ville où il travaille et réside, se sentant déplacé en raison de son judaïsme et de son éducation universitaire ("How Can I Call This Home?"). Son malaise est présent jusque dans sa relation avec sa femme Lucille, qui a prévu un repas en plein air gâché par la décision de Léo d'aller travailler un jour férié. Pendant ce temps, deux adolescents locaux, Frankie Epps et Mary Phagan, montent dans un tramway et flirtent. Frankie veut que Mary aille au spectacle avec lui, mais Mary résiste, insistant sur le fait que sa mère ne la laissera pas y aller ("The Picture Show"). Mary part chercher son salaire à la fabrique de crayons gérée par Léo.
Pendant que Léo est au travail, Lucille se lamente sur l'état de leur mariage, se croyant peu appréciée par un homme si replié sur lui-même. Elle réfléchit à sa vie insatisfaite et se demande si Leo était le bon match pour elle ("Leo at Work" / "What Am I Waiting For?"). Mary Phagan arrive dans le bureau de Leo pour récupérer son salaire. Cette nuit-là, le détective de police Starnes et l'officier Ivey réveillent Leo de son sommeil et, sans lui dire pourquoi, exigent qu'il les accompagne à l'usine, où le corps de Mary a été retrouvé violé et assassiné dans le sous-sol. La police soupçonne immédiatement Newt Lee, le veilleur de nuit afro-américain qui a découvert le corps ("Interrogation"). Tout au long de son interrogatoire, Lee maintient son innocence, mais il dirige par inadvertance les soupçons de Starnes sur Leo, qui n'a pas répondu à son téléphone lorsque Lee l'a appelé pour signaler l'incident. Leo est arrêté, mais pas inculpé, et Mme Phagan, la mère de Mary, apprend la mort de sa fille.
De l'autre côté de la ville, la journaliste Britt Craig est informée du meurtre de Mary et voit la possibilité d'une histoire de carrière ("Big News"). Craig assiste aux funérailles de Mary, où les habitants de Marietta sont en colère, tristes et déconcertés par la tragédie qui a si soudainement brisé la communauté. ("There is a Fountain" / "It Don't Make Sense"). Frankie Epps jure de se venger de l'assassin de Mary, tout comme Tom Watson, écrivain pour The Jeffersonian, un journal d'extrême droite qui s'est particulièrement intéressé à l'affaire ("Tom Watson's Lullaby"). Le gouverneur John Slaton fait pression sur le procureur local Hugh Dorsey pour qu'il fasse la lumière sur toute l'affaire. Dorsey, un politicien ambitieux décide de trouver le meurtrier. Dorsey, Starnes et Ivey interrogent Newt Lee, mais ils ne reçoivent aucune information. Dorsey libère Newt. Il attribue ensuite le blâme à Leo Frank et envoie Starnes et un Ivey réticent à la recherche de témoins oculaires ("Something Ain't Right"). Craig exalte sa chance de couvrir une "vraie" histoire et commence une campagne efficace diffamant Leo. ("Real Big News").
Leo rencontre son avocat Luther Z. Rosser, qui jure de "gagner cette affaire et de le renvoyer chez lui". Pendant ce temps, Dorsey conclut un accord avec le concierge de l'usine et ex-détenu Jim Conley pour qu'il témoigne contre Leo en échange de l'immunité pour une précédente évasion de prison. Lucille, traquée par des journalistes, s'effondre sous l'effort et réprimande en privé Craig lorsqu'il tente d'obtenir une interview ("You Don't Know This Man"). Elle dit à son mari qu'elle ne peut pas supporter de voir son procès, mais il la supplie de rester dans la salle d'audience, car sa non-comparution le ferait passer pour coupable.
Le procès de Leo Frank commence, présidé par le juge Roan. Une foule hystérique se rassemble à l'extérieur de la salle d'audience, alors que Watson crache des invectives ("Hammer of Justice") et Dorsey commence le dossier de l'accusation ("Twenty Miles from Marietta"). L'accusation produit une série de témoins, dont la plupart donnent des preuves truquées qui leur ont clairement été fournies par Dorsey. Frankie Epps témoigne, à tort, que Mary a mentionné que Leo "la regarde drôlement" lors de leur dernière conversation, un sentiment repris textuellement par trois des collègues adolescents de Mary, Iola, Essie et Monteen ("The Factory Girls"). Dans une séquence fantastique, Leo devient le séducteur lubrique à partir de leur témoignage ("Come Up to My Office"). Des témoignages sont entendus de la mère de Mary ("My Child Will Forgive Me") et de Minnie McKnight avant que le témoin vedette de l'accusation, Jim Conley, ne prenne la barre. Il affirme avoir été témoin du meurtre et avoir aidé Leo à dissimuler le crime ("That's What He Said"). Léo est désespéré. Alors que Dorsey fouette les observateurs et les jurés du procès dans une frénésie, Leo a la possibilité de faire une déclaration. Leo offre un discours sincère, suppliant d'être cru ("It's Hard to Speak My Heart"), mais ce n'est pas suffisant. Il est reconnu coupable et condamné à la pendaison. La foule éclate en liesse alors que Lucille et Leo s'embrassent, terrifiés ("Summation and Cakewalk").

### Acte II
Nous sommes maintenant en 1914 et Leo a entamé sa procédure d'appel. Le procès a été noté par la presse du nord, et la réaction est fortement désapprobatrice de la manière dont il a été mené, mais les domestiques afro-américains se demandent si la réaction aurait été aussi forte si la victime avait été noire ("A Rumblin' and a Rollin"). Lucille essaie d'aider Leo avec son appel, mais révèle des informations cruciales à Craig, provoquant une dispute entre Leo et Lucille ("Do it Alone"). Lucille trouve le gouverneur Slaton lors d'une fête ("Pretty Music") et tente de défendre Leo. Elle l'accuse d'être un imbécile ou un lâche s'il accepte le résultat du procès tel quel. Pendant ce temps, Watson s'approche de Dorsey et lui dit qu'il soutiendra sa candidature au poste de gouverneur s'il choisit de le faire ("The Glory").
Le gouverneur accepte de rouvrir l'affaire, et Leo et Lucille se réjouissent ("This Is Not Over Yet"). Slaton rend visite aux filles de l'usine, qui admettent leur exagération ("Factory Girls (Reprise)"), et Minnie, qui prétend que Dorsey l'a intimidée et lui a fait signer une déclaration ("Minnie McKnight's Reprise"). Slaton rend également visite à Jim Conley, qui est de retour en prison en tant que complice du meurtre. Conley refuse de changer son histoire malgré les incohérences notables avec les preuves, et avec son Chain Gang, ne donne aucune information, au grand dam de Slaton ("Blues: Feel the Rain Fall"). Un an plus tard, après mûre réflexion, il accepte de commuer la peine de Leo en prison à vie à Milledgeville, en Géorgie, une décision qui met effectivement fin à sa carrière politique ("Where Will You Stand When the Flood Comes?").
Leo est transféré dans une prison-ferme. Visites de Lucille, et il se rend compte de son amour profond pour sa femme et à quel point il l'a sous-estimée ("All the Wasted Time"). Après le départ de Lucille de la prison, un groupe d'hommes masqués (dont Starnes, Ivey, Frankie Epps, le garde de la tour Fulton et le vieux soldat confédéré) arrive et kidnappe Leo. Ils l'emmènent à Marietta et lui demandent d'avouer le meurtre sous peine de mort. Leo refuse, et bien qu'Ivey soit convaincu de son innocence, le reste du groupe est déterminé à le tuer. Comme dernière demande, Leo a un sac noué autour de sa taille, puisqu'il ne porte que sa chemise de nuit, et donne son alliance à Ivey pour qu'elle soit donnée à Lucille. Le groupe le pend à un chêne ("Sh'ma").
En 1916, un Britt Craig plein de remords donne la bague de Leo, qui lui a été remis anonymement, à Lucille. Il est surpris de découvrir qu'elle n'a pas l'intention de quitter la Géorgie, qui est maintenant gouvernée par Dorsey, mais elle refuse de laisser l'épreuve de Leo être pour rien. Seule, elle cède à son chagrin, mais elle se console en croyant que Leo est avec Dieu et libéré de son calvaire. Le défilé du Memorial Day confédéré recommence ("Finale").
Remarque : Dans la reprise à Broadway en 2023, un épilogue est projeté sur scène indiquant que l'affaire de Frank a été rouverte en 2019 et est toujours en cours.

## Numéraux musicaux
| Acte I - Prologue: "The Old Red Hills of Home" – Jeune soldat, Vieux soldat, Ensemble - Anthem: "The Dream of Atlanta" – Les habitants - "How Can I Call This Home?" – Leo et les habitants - "The Picture Show" – Mary et Frankie - "Leo At Work" / "What Am I Waiting For?" – Leo et Lucille - "Interrogation: "I Am Trying to Remember..." – Newt Lee - "Big News!" – Britt Craig - Funeral: "There is a Fountain" / "It Don't Make Sense" – Frankie et les habitants - "Watson's Lullaby" – Tom Watson - "Somethin' Ain't Right" – Hugh Dorsey - "Real Big News" – Britt Craig et les habitants - "You Don't Know This Man" – Lucille - "People of Atlanta" – Fiddling John, Tom Watson et les habitants - "Twenty Miles From Marietta" – Hugh Dorsey - "Frankie's Testimony" – Frankie et Mary - "Factory Girls / Come Up to My Office" – Iola, Essie, Monteen / Leo - "Newt Lee's Testimony" – Newt Lee - "My Child Will Forgive Me" – Mrs. Phagan - "That's What He Said" – Jim Conley et les habitants - "Leo's Statement: It's Hard to Speak My Heart" – Leo - "Closing Statements and Verdict" – Jurors et les habitants | Acte II - "It Goes On and On" - Britt Craig - "Rumblin' and a Rollin'" – Riley, Angela, Jim Conley et Newt Lee - "Do It Alone" – Lucille - "Pretty Music" – Gouverneur Slaton - "Letter to the Governor" – Juge Roan - "This Is Not Over Yet" – Leo et Lucille - "Factory Girls (Reprise)" – Leo, Lucille, Iola et les filles de l'usine - "Newt Lee's Reprise" – Leo, Lucille et Newt - "Blues: Feel the Rain Fall" – Jim Conley et Chain Gang - "Where Will You Stand When the Flood Comes?" – Tom Watson, Hugh Dorsey et les habitants - "All the Wasted Time" – Leo et Lucille - "Sh'ma" – Leo - Finale: "The Old Red Hills of Home" – Lucille, Leo, Frankie et toute la troupe |

## Distribution
| Personnage             | Broadway (1998)        | Première tournée nationale U.S. (2000) | Donmar Warehouse (2007) | Broadway revival (2023) |
| ---------------------- | ---------------------- | -------------------------------------- | ----------------------- | ----------------------- |
| Leo Frank              | Brent Carver           | David Pittu                            | Bertie Carvel           | Ben Platt               |
| Lucille Frank          | Carolee Carmello       | Andréa Burns                           | Lara Pulver             | Micaela Diamond         |
| Frankie Epps           | Kirk McDonald          | Daniel Frank Kelley                    | Stuart Matthew Price    | Jake Pedersen           |
| Jeune soldat confédéré | Jeff Edgerton          | Jeff Edgerton                          | Stuart Matthew Price    | Charlie Webb            |
| Mary Phagan            | Christy Carlson Romano | Kristen Bowden                         | Jayne Wisener           | Erin Rose Doyle         |
| Hugh Dorsey            | Herndon Lackey         | Peter Samuel                           | Mark Bonnar             | Paul Alexander Nolan    |
| Gouverneur John Slaton | John Hickok            | Rick Hilsabeck                         | Gary Milner             | Sean Allan Krill        |
| Britt Craig            | Evan Pappas            | Randy Redd                             | Gary Milner             | Jay Armstrong Johnson   |
| Mr. Peavy              | Don Stephenson         | Peter Flynn                            | Mark Bonnar             | Christopher Gurr        |
| Luther Rosser          | J. B. Adams            | David Vosburgh                         | Stephen Webb            | Christopher Gurr        |
| Officer Ivey           | Tad Ingram             | Tim Salamandyk                         | Stephen Webb            | Jackson Teeley          |
| Garde de prison        | Randy Redd             | David Coolidge                         | NC                      | NC                      |
| Jim Conley             | Rufus Bonds, Jr.       | Keith Byron Kirk                       | Shaun Escoffery         | Alex Joseph Grayson     |
| Newt Lee               | Ray Aranha             | Ray Aranha                             | Shaun Escoffery         | Eddie Cooper            |
| Riley                  | J. C. Montgomery       | C. Mingo Long                          | NC                      | Douglas Lyons           |
| Tom Watson             | John Leslie Wolfe      | John Leslie Wolfe                      | Norman Bowman           | Manoel Felciano         |
| J. N. Starnes          | Peter Samuel           | Tim Howard                             | Norman Bowman           | William Michaels        |
| Iola Stover            | Brooke Sunny Moriber   | Siri Howard                            | Joanna Kirkland         | Sophia Manicone         |
| Essie                  | Emily Klein            | Emily Klein                            | Celia Mei Rubin         | Emily Rose DeMartino    |
| Monteen                | Abbi Hutcherson        | Sandra DeNise                          | Zoe Rainey              | Ashlyn Maddox           |
| Angela                 | Angela Lockett         | Carla J. Hargrove                      | Malinda Parris          | Courtnee Carter         |
| Juge Leonard Roan      | Don Chastain           | Donald Grody                           | Steven Page             | Howard McGillin         |
| Vieux soldat confédéré | Don Chastain           | Donald Grody                           | Steven Page             | Howard McGillin         |
| Mrs. Frances Phagan    | Jessica Molaskey       | Adinah Alexander                       | Helen Anker             | Kelli Barrett           |
| Sally Slaton           | Anne Torsiglieri       | Elizabeth Brownlee                     | Helen Anker             | Stacie Bono             |

## Productions

### Broadway
La comédie musicale a été créée à Broadway au Vivian Beaumont Theatre du Lincoln Center le 17 décembre 1998 et s'est terminée le 28 février 1999, après 39 avant-premières et 84 représentations régulières. Mis en scène par Harold Prince, il mettait en vedette Brent Carver dans le rôle de Leo Frank, Carolee Carmello dans celui de Lucille Frank et Christy Carlson Romano pour Mary Phagan. Judith Dolan a conçu les costumes pour la production.
La plupart des critiques ont loué le spectacle, en particulier les chansons. Cependant, le public et quelques critiques ont reçu le spectacle froidement. À la fermeture du spectacle, le coproducteur Livent, avait déposé un dossier de mise en faillite. Le Lincoln Center était l'autre producteur seul responsable de la couverture des frais de fonctionnement hebdomadaires.

### Tournée nationale américaine
Une tournée nationale américaine, mise en scène par Prince, a débuté au Fox Theatre d'Atlanta, en Géorgie. Il s'est déroulé de juin à octobre 2000, sous la direction de Jason Robert Brown dans certaines salles. Il a joué David Pittu dans le rôle de Leo, Andrea Burns dans le rôle de Lucille, Keith Byron Kirk dans le rôle de Jim et Kristen Bowden dans le rôle de Mary,.

### Londres
La première grande production au Royaume-Uni a joué au Donmar Warehouse du 24 septembre au 24 novembre 2007. Il a été mis en scène par Rob Ashford et mettait en vedette Lara Pulver dans le rôle de Lucille, Bertie Carvel dans le rôle de Leo, Jayne Wisener dans le rôle de Mary et Stuart Matthew Priec dans le rôle du vieux soldat/Frankie. Lara Pulver a été nommée pour le Laurence Olivier Award 2008 en tant que meilleure actrice dans une comédie musicale et Bertie Carvel a été nommé pour le meilleur acteur dans une comédie musicale. Un enregistrement double CD de cette production a été publié par First Night Records. L'enregistrement comprend de nouveaux morceaux écrit par Brown pour la production et contient toutes les chansons et les dialogues de la production de Donmar. La grande orchestration de Broadway a été réduite par David Cullen et Brown à un ensemble de neuf pièces composé de deux pianos, accordéon, percussions, clarinette, cor et cordes.
Une autre production hors West End a débuté le 10 août 2011 pour un engagement de 6 semaines se terminant le 17 septembre au Vault Theatre de Southwark Playhouse. Il a été dirigé par Thom Southerland, avec une mise en scène musicale de Tim Jackson. Alastair Brookshaw jouait Leo, Laura Pitt-Pulford Lucille, Simon Bailey était Tom et Mark Inscoe était Hugh.

### Californie
Parade a été mis en scène en mai 2003 à l'Orange County School of the Arts de Santa Ana, en Californie, dans une production mise en scène par Ryan Mekenian et produite par Susan Egan. Il a été monté au Neighborhood Playhouse à Palos Verdes Estates, Californie, à partir du 9 juillet 2008. La production a été mise en scène par Brady Schwind. La production mettait en vedette Craig D'Amico, Emily Olson et Alissa Anderegg.
La production Donmar a été transférée au Mark Taper Forum, Los Angeles, Californie, en septembre 2009, jusqu'au 15 novembre 2009. Pulver a repris son rôle de Lucille face à TR Knight dans le rôle de Leo. Le casting comprenait également Michael Berresse, Christian Hoff, Hayley Podschun, Rose Sezniak et Phoebe Strole.

### Concerts à New York
Le 16 février 2015, une production de concert de Parade a été organisée au Avery Fisher Hall du Lincoln Center for the Performing Arts par Manhattan Concert Productions, mis en scène par Gary Griffin et dirigée par le compositeur Jason Robert Brown. Jeremy Jordan et Laura Benanti ont joué le rôle de Leo et Lucille, avec Ramin Karimloo dans le rôle de Tom, Joshua Henry dans le rôle de Jim, Andy Mientus dans le rôle de Britt, Emerson Steele dans le rôle de Mary, Katie Rose Clarke dans le rôle de Mme Phagan, John Ellison Conlee dans le rôle de Hugh, Davis Gaines dans le rôle du juge Roan et du vieux soldat et Alan Campbell en tant que gouverneur Slaton.
Le New York City Center a organisé Parade comme présentation du concert de gala de sa saison 2022/2023, avec une représentation-bénéfice le 1er novembre et une production se poursuivant jusqu'au 6 novembre 2022. Ben Platt et Micaela Diamond ont joué Leo et Lucille Frank. Michael Arden a mis en scène et incorporé des projections et des photographies du procès réel dans la production. D'autres membres notables de la distribution comprenaient John Dossett en tant que vieux soldat / Juge Roan, Manoel Felciano en tant que Tom Watson, Jay Armstrong Johnson en tant que Britt Craig, Sean Allan Krill en tant que gouverneur Slaton, Jennifer Laura Thompson comme Sally Slaton, Erin Mackey comme Mme Phagan, Gaten Matarazzo comme Frankie Epps, Erin Rose Doyle comme Mary Phagan, Howard McGillin comme Luther Rosser et Paul Alexander Nolan comme Hugh Dorsey. Jason Robert Brown a dirigé l'orchestre sur scène. Les changements de scénario et de points de la production 2007 de Donmar ont été retenus. Les critiques de étaient fortement favorables, avec Steven Suskin lui donnant 5 étoiles sur 5 et écrivant dans New York Stage Review: « Plutôt que de laisser son public convenablement impressionné, mais émotionnellement impassible comme lors des visionnements précédents, la production sobre, mais méticuleuse de Michael Arden libère la théâtralité captivante de l'écriture qui a jusqu'ici été piégée à l'intérieur. » Juan A. Ramírez a écrit dans le New York Times que l'interprétation de Platt et Diamond de "This Is Not Over Yet" était « puissante pour leurs âges. Leurs voix imposantes sont assorties d'une production confiante qui fait revivre le meilleur de l'original tout en pointant la possibilité de croissance et d'espoir. ».

### Reprise à Broadway
La production City Center a commencé les avant-premières au Bernard B. Jacobs Theatre de Broadway le 21 février 2023 et a ouvert le 16 mars. Ben Platt et Micaela Diamond reprennent leurs rôles de Leo et Lucille Frank. La reprise est prévue pour se dérouler jusqu'au 6 août. Un album de distribution pour la production a été publié par Interscope Records le 23 mars 2023.
Le renouveau a reçu des critiques majoritairement positives, notamment celles publiées par le New York Times (« bien jugé et opportun »), Time Out New York (« cause de célébration »), The Guardian (« dynamique et émouvant »), Entertainment Weekly (« plus poignant et puissant que jamais »), The New York Post (« La meilleure musique de Brown, et l'œuvre la plus déchirante de Platt... Diamond, dont la combinaison de fragilité et de puissance est palpitante pour une actrice si jeune, apporte une électricité à ses duos avec Platt »), Variety (« théâtralement palpitant »), New York Stage Review (« magnifiquement exécuté »), New York Theatre Guide (« distribution uniformément formidable ») ; une dissidence a été déposée par Charles Isherwood dans le Wall Street Journal (« Même une parade de premier ordre ne peut pas masquer les problèmes conceptuels »). La production a été nommée pour six Tony Awards, en remportant deux pour la meilleure reprise d'une comédie musicale et la meilleure mise en scène pour une comédie musicale.
Le soir de la première avant-première du spectacle, des membres du groupe néonazi National Socialist Movement ont protesté contre la production à l'extérieur du théâtre.

## Récompenses et nominations

### Production originale de Broadway
| Année | Cérémonie                            | Catégorie                                          | Nomination          | Résultat   |
| ----- | ------------------------------------ | -------------------------------------------------- | ------------------- | ---------- |
| 1999  | Tony Award                           | Best Musical                                       | Best Musical        | Nomination |
| 1999  | Tony Award                           | Best Book of a Musical                             | Alfred Uhry         | Lauréat    |
| 1999  | Tony Award                           | Best Original Score                                | Jason Robert Brown  | Lauréat    |
| 1999  | Tony Award                           | Best Direction of a Musical                        | Harold Prince       | Nomination |
| 1999  | Tony Award                           | Best Performance by a Leading Actor in a Musical   | Brent Carver        | Nomination |
| 1999  | Tony Award                           | Best Performance by a Leading Actress in a Musical | Carolee Carmello    | Nomination |
| 1999  | Tony Award                           | Best Scenic Design                                 | Riccardo Hernandez  | Nomination |
| 1999  | Tony Award                           | Best Choreography                                  | Patricia Birch      | Nomination |
| 1999  | Tony Award                           | Best Orchestrations                                | Don Sebesky         | Nomination |
| 1999  | Drama Desk Award                     | Outstanding Musical                                | Outstanding Musical | Lauréat    |
| 1999  | Drama Desk Award                     | Outstanding Book of a Musical                      | Alfred Uhry         | Lauréat    |
| 1999  | Drama Desk Award                     | Outstanding Music                                  | Jason Robert Brown  | Lauréat    |
| 1999  | Drama Desk Award                     | Outstanding Lyrics                                 | Jason Robert Brown  | Nomination |
| 1999  | Drama Desk Award                     | Outstanding Director of a Musical                  | Harold Prince       | Nomination |
| 1999  | Drama Desk Award                     | Outstanding Actor in a Musical                     | Brent Carver        | Lauréat    |
| 1999  | Drama Desk Award                     | Outstanding Actress in a Musical                   | Carolee Carmello    | Lauréat    |
| 1999  | Drama Desk Award                     | Outstanding Featured Actor in a Musical            | Rufus Bonds, Jr.    | Nomination |
| 1999  | Drama Desk Award                     | Outstanding Set Design                             | Riccardo Hernandez  | Nomination |
| 1999  | Drama Desk Award                     | Outstanding Lighting Design                        | Howell Binkley      | Nomination |
| 1999  | Drama Desk Award                     | Outstanding Sound Design                           | Jonathan Deans      | Nomination |
| 1999  | Drama Desk Award                     | Outstanding Choreography                           | Patricia Birch      | Nomination |
| 1999  | Drama Desk Award                     | Outstanding Orchestrations                         | Don Sebesky         | Lauréat    |
| 1999  | New York Drama Critics' Circle Award | Best Musical                                       | Best Musical        | Lauréat    |

### Production originale de Londres
| Année | Cérémonie              | Catégorie                                          | Nomination                     | Résultat   |
| ----- | ---------------------- | -------------------------------------------------- | ------------------------------ | ---------- |
| 2008  | Laurence Olivier Award | Best New Musical                                   | Best New Musical               | Nomination |
| 2008  | Laurence Olivier Award | Best Actor in a Musical                            | Bertie Carvel                  | Nomination |
| 2008  | Laurence Olivier Award | Best Actress in a Musical                          | Lara Pulver                    | Nomination |
| 2008  | Laurence Olivier Award | Best Performance in a Supporting Role in a Musical | Shaun Escoffery                | Nomination |
| 2008  | Laurence Olivier Award | Best Director                                      | Rob Ashford                    | Nomination |
| 2008  | Laurence Olivier Award | Best Theatre Choreographer                         | Rob Ashford                    | Nomination |
| 2008  | Laurence Olivier Award | Best Sound Design                                  | Terry Jardine and Nick Lidster | Nomination |

### Reprise à Broadway (2023)
| Année | Cérémonie                             | Catégorie                                        | Nomination                       | Résultat   |
| ----- | ------------------------------------- | ------------------------------------------------ | -------------------------------- | ---------- |
| 2023  | Tony Awards                           | Best Revival of a Musical                        | Best Revival of a Musical        | Lauréat    |
| 2023  | Tony Awards                           | Best Direction of a Musical                      | Michael Arden                    | Lauréat    |
| 2023  | Tony Awards                           | Best Leading Actor in a Musical                  | Ben Platt                        | Nomination |
| 2023  | Tony Awards                           | Best Leading Actress in a Musical                | Micaela Diamond                  | Nomination |
| 2023  | Tony Awards                           | Best Costume Design of a Musical                 | Susan Hilferty                   | Nomination |
| 2023  | Tony Awards                           | Best Lighting Design of a Musical                | Heather Gilbert                  | Nomination |
| 2023  | Drama Desk Awards                     | Outstanding Revival of a Musical                 | Outstanding Revival of a Musical | Lauréat    |
| 2023  | Drama Desk Awards                     | Outstanding Lead Performance in a Musical        | Micaela Diamond                  | Nomination |
| 2023  | Drama Desk Awards                     | Outstanding Lighting Design for a Musical        | Heather Gilbert                  | Nomination |
| 2023  | Drama Desk Awards                     | Outstanding Sound Design in a Musical            | Jon Weston                       | Nomination |
| 2023  | Drama League Awards                   | Distinguished Performance Award                  | Micaela Diamond                  | Nomination |
| 2023  | Drama League Awards                   | Outstanding Revival of a Musical                 | Outstanding Revival of a Musical | Nomination |
| 2023  | New York Drama Critics' Circle Awards | Special Citation                                 | Special Citation                 | Honoree    |
| 2023  | Outer Critics Circle Award            | Outstanding Revival of a Musical                 | Outstanding Revival of a Musical | Lauréat    |
| 2023  | Outer Critics Circle Award            | Outstanding Director of a Musical                | Michael Arden                    | Lauréat    |
| 2023  | Outer Critics Circle Award            | Outstanding Lead Performer in a Broadway Musical | Micaela Diamond                  | Nomination |
| 2023  | Outer Critics Circle Award            | Outstanding Video or Projection Design           | Sven Ortel                       | Nomination |